# Кам'яна Гора (Рівненський район)
Кам'яна́ Го́ра — село в Україні, у Рівненському районі Рівненської області. Населення становить 188 осіб.

## Історія
У 1906 році село Кустинської волості Рівненського повіту Волинської губернії. Відстань від повітового міста 28 верст, від волості 14. Дворів 57, мешканців 293.
У лютому 1943 року підрозділи УПА у складі сотні «Лиса» (сотенний Юрченко Григорій Васильович) та сотні «Вихора» (сотенний Керентопф Роман Карлович) поблизу цього села, що називалося тоді Каменуха, підірвали німецький потяг, що саме перевозив зброю.